# Sagon
Sagon è un arrondissement del Benin situato nella città di Ouinhi (dipartimento di Zou) con 13.654 abitanti (dato 2006).